# Sottoripa
La via di Sottoripa, detta anche portici di Sottoripa o semplicemente Sottoripa (Sotorîa o Sotorîva in genovese), è una strada pedonale porticata situata nel centro storico di Genova.

## Toponimo
La via fu detta "di Sottoripa" (Sotorîa in lingua ligure, "Sottoripa" nella traduzione italiana) perché il mare arrivava a lambire i portici, le cui fondazioni si trovavano al di sotto del livello del mare, e quindi letteralmente "sotto la ripa". Il termine ripa (riva) indicava la banchina portuale principale dell'antico porto di Genova, distinguendolo dalle tante piccole cale della riviera ligure (cioè il tratto di costa, o riviera appunto, indicata in lingua originale come rivêa o ripétta).

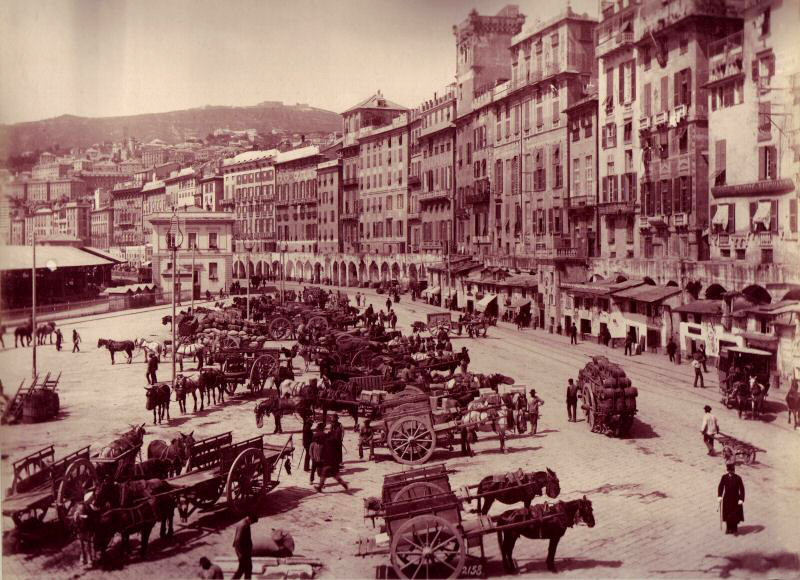
Piazza Caricamento, con il porticato di Sottoripa, in una fotografia dell'Ottocento di Alfred Noack

## Storia
I portici della "Ripa Maris", in seguito detti di Sottoripa, sono i più antichi porticati pubblici di cui si abbia conoscenza in Italia: vennero infatti iniziati fra il 1125 e il 1133 per iniziativa dei consoli del Comune, che avviarono, con apposito lodo consiliare, un'operazione urbanistica pianificata nei minimi dettagli. All'epoca della loro costruzione il mare occupava l'area delle odierne piazza Caricamento e via Turati, arrivando a lambire le fondazioni delle case della zona chiamata Ripa e quindi i portici erano direttamente affacciati sul porto, protetti dalle mareggiate da bassi argini in pietra.
La via, divenuta da subito uno dei luoghi più frequentati della città, fu realizzata espressamente per creare gli spazi necessari ai commerci portuali, e ospitava negozi, botteghe artigiane e magazzini in cui venivano stipate le merci appena sbarcate dalle navi o in attesa di essere spedite oltremare. Le merci venivano movimentate dai camalli, gli scaricatori del porto che trasportavano i carichi dalle navi fino alle banchine e ai magazzini.
Con questa iniziativa i Padri del Comune affermavano i diritti pubblici su una zona strategica per lo sviluppo della città, sottraendola ai privati, che erano autorizzati ad occupare gli spazi pubblici pagando una gabella alla pubblica amministrazione. Le famiglie della nobiltà mercantile costruirono case a schiera al di sopra delle botteghe affacciate sul porticato. La costruzione della "Ripa Maris" fece anche da polo di attrazione per le nascenti consorterie legate alle stesse famiglie nobili, che nei decenni tra il XII e XIII secolo si insediarono nelle vie retrostanti; tra queste alcune rimaste attive sulla scena politica genovese nei secoli successivi, quali Dalla Volta, De Mari, Doria, Fieschi, Grimaldi, Usodimare, Vento e Zaccaria.
Sottoripa fu descritta nel 1432 da Enea Silvio Piccolomini, il futuro papa Pio II, in visita a Genova, come "un porticato lungo mille passi dove si può acquistare ogni merce.".
Con l'ampliamento dei moli la via nel tempo si allontanò progressivamente dal mare con il quale perse definitivamente il suo naturale rapporto nel XVII secolo, quando la costruzione delle "Mura nuove" separò la città dal porto e venne del tutto colmato il bacino portuale prossimo al porticato. Perso ogni contatto diretto con il mare, i portici e le attività commerciali andarono incontro a un periodo di decadenza fino alla metà dell'Ottocento, quando con la creazione di piazza Caricamento sull'area antistante la palazzata della Ripa, il tratto nord-occidentale del porticato venne restaurato da Alfredo d'Andrade. Con questo intervento la zona recuperò la vitalità commerciale di un tempo.
Un altro intervento fu realizzato nel 2004, in occasione della manifestazione Genova capitale europea della cultura, quando vennero restaurate le facciate dei palazzi della Ripa. Oltre al miglioramento dell'estetica dei palazzi questo intervento ha avuto anche ricadute positive sulla riqualificazione della zona di Sottoripa e delle aree adiacenti del centro storico.

## Descrizione

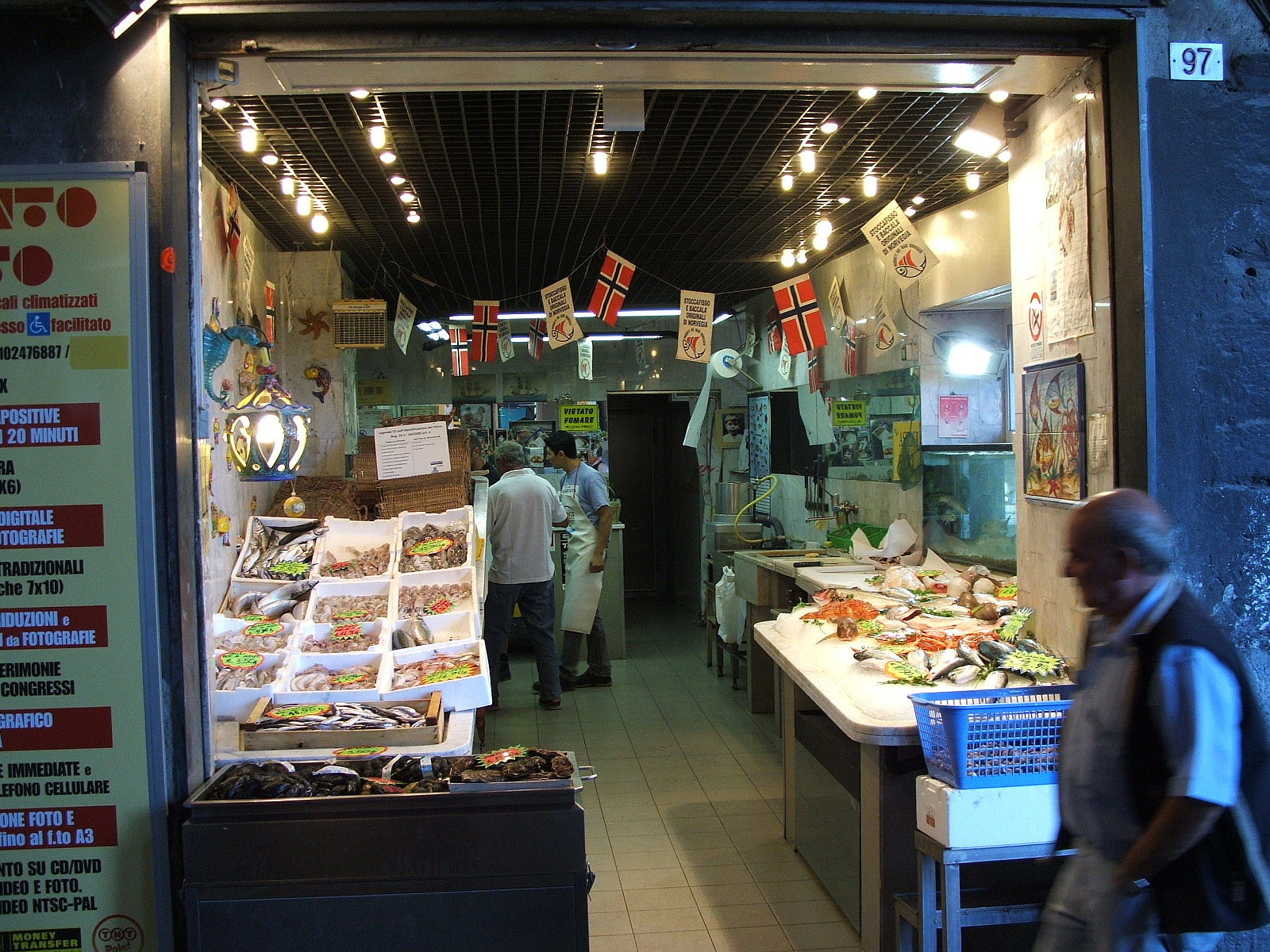
Pescheria in Sottoripa

La strada, lunga in origine circa 900 m (3613 palmi genovesi), ha oggi uno sviluppo di circa 500 m, di cui 300 m corrono al di sotto della palazzata che costituisce il fronte a mare del sestiere della Maddalena, tra via al Ponte Reale e via al Ponte Calvi e prosegue a levante nel sestiere del Molo fino a piazza Cavour. Un ulteriore tratto, meno conosciuto, proseguiva, con portici più bassi e arretrato rispetto alla Ripa, oltre la via al Ponte Calvi fino alla porta di porta di Santa Fede, parallela a via del Campo. Di questa porzione, detta "Sottoripa la scura", resta un breve tratto tra via al Ponte Calvi e piazza San Marcellino, mentre il resto è stato cancellato nel 1835 dalle ristrutturazioni dei palazzi nobiliari di via del Campo in occasione dell'apertura della "carrettiera Carlo Alberto" (attuale via Gramsci).
Lungo i portici, un tempo sede degli scagni (uffici) degli spedizionieri portuali, ricavati in locali angusti sfruttando solai e sottoscala si trovano trattorie tipiche e caratteristiche botteghe, fra cui le friggitorie frequentate e cantate da Fabrizio De André, affiancate, nella nuova città multietnica, da negozi alimentari take-away gestiti dalle comunità indiana, centro-americana, maghrebina e africana.

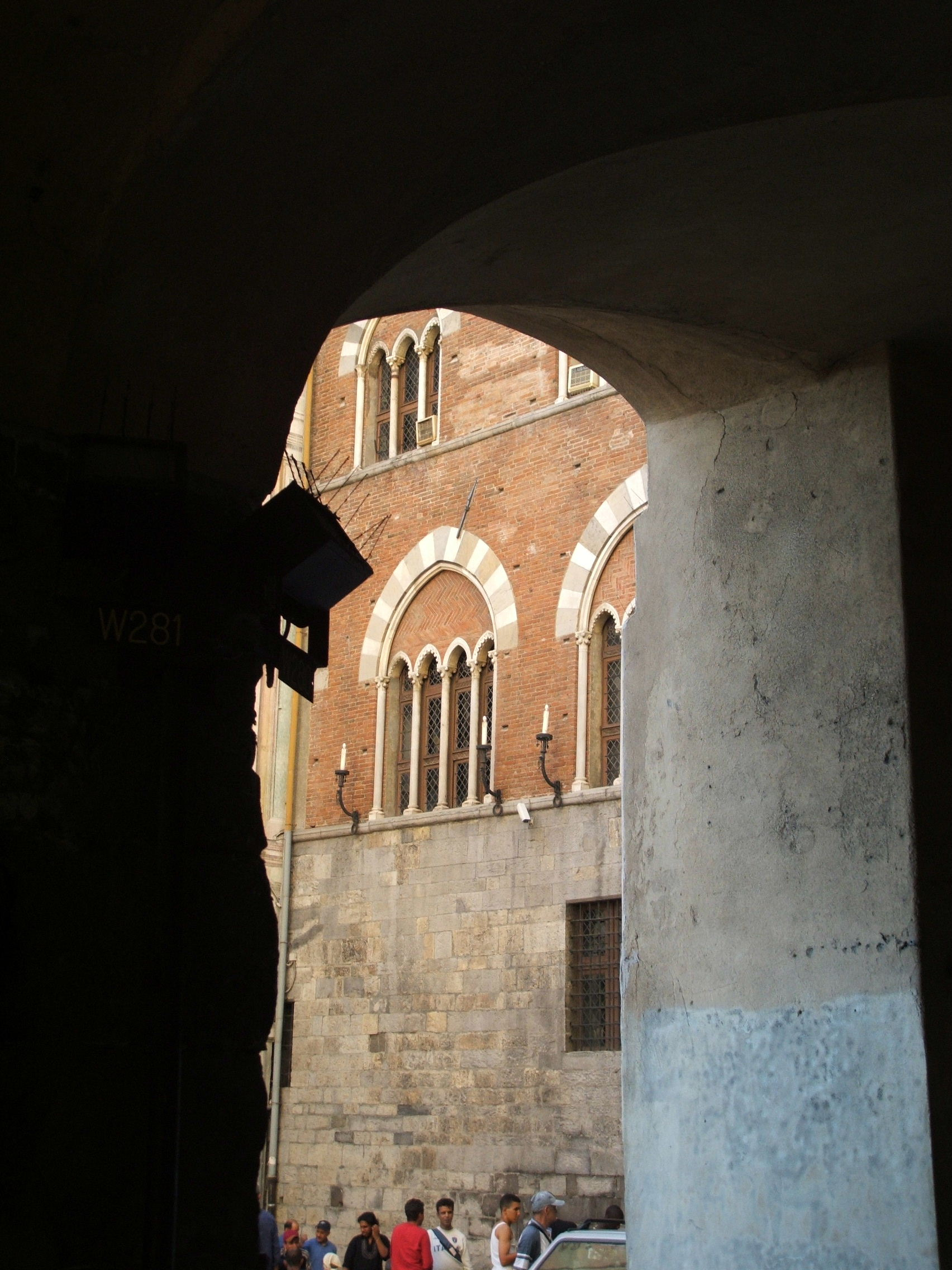
Scorcio dai portici verso Palazzo San Giorgio

Una parte dei portici si affaccia su piazza Caricamento su cui sorge Palazzo San Giorgio, un tempo Palazzo delle Compere di San Giorgio e oggi sede dell'autorità portuale. Al centro della piazza si innalza la statua bronzea intitolata all'armatore Raffaele Rubattino, realizzata da Augusto Rivalta nel 1889.
Sottoripa dopo l'opera di riqualificazione operata negli anni novanta in occasione delle celebrazioni per il cinquecentenario della scoperta dell'America, che hanno interessato l'area del porto antico e l'intero waterfront portuale, è divenuta una delle più frequentate mete turistiche della città.

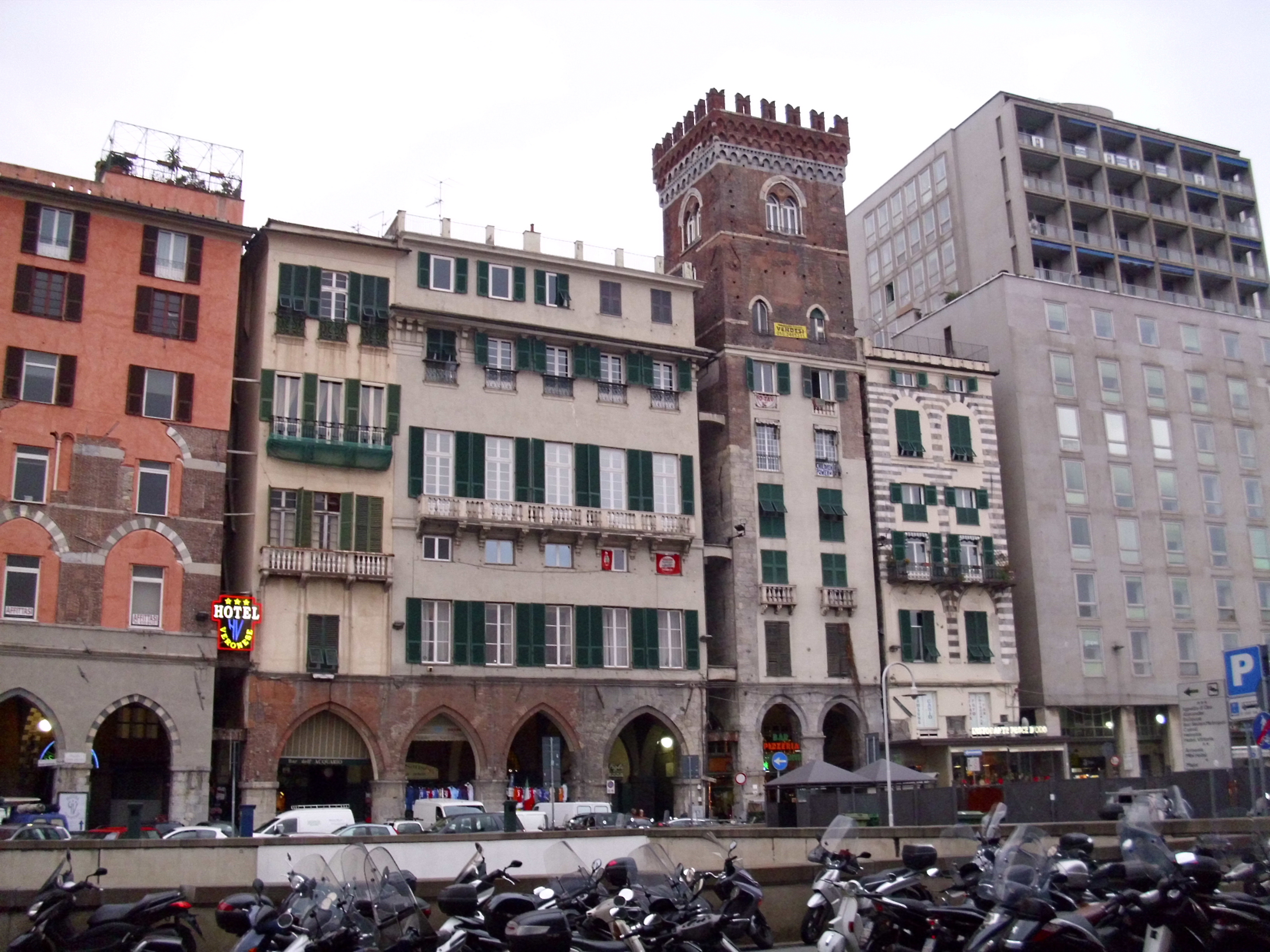
La palazzata di Sottoripa con la torre Morchi

La parte centrale dei portici, quella prospettante su piazza Caricamento, si presenta nel suo aspetto originale, mentre quelli nel tratto sud-orientale sono stati ricostruiti nell'Ottocento, quando per ampliare la sede stradale vennero demoliti i portici originari che andavano da via San Lorenzo a piazza Cavour, detti  Ripa di Coltelleria perché in un vicino vicolo vi erano le botteghe dei fabbricanti di coltelli.
Le facciate dei palazzi medioevali che si innalzano sopra i portici hanno caratteri molto diversi tra loro, ma nell'insieme si nota una certa coerenza architettonica, pur se alterata dall'impatto visivo dell'edificio al centro della palazzata, con i relativi portici, che ha un aspetto del tutto moderno, frutto della ricostruzione nel secondo dopoguerra degli edifici distrutti dal bombardamento aereo del 22 ottobre 1942. Al centro della palazzata si leva una delle superstiti torri medievali genovesi, la torre Morchi.
La forma particolare della volta dei portici è indicativa dell'epoca di costruzione: le voltine a crociera  con o senza costoloni e le travi a vista indicano le forme originarie del XII secolo, la soffittatura ribassata indica la frammentazione con soppalchi costruiti nel corso dei secoli che hanno dimezzato l'altezza originaria del passaggio; la soletta orizzontale in materiali moderni è propria solo del moderno edificio costruito nel secondo dopoguerra, infine le volte alte e lineari con i profili post-neoclassici caratterizzano il porticato di via Turati realizzato nel 1865 demolendo la Ripa di Coltelleria, originaria prosecuzione a levante dei portici. 
In realtà anche i portici che vediamo nelle forme originarie del XII secolo hanno subito vari rimaneggiamenti, e le forme attuali sono frutto del restauro effettuato nell'Ottocento sotto la direzione di Alfredo d'Andrade, che eliminò i soppalchi che ne dimezzavano le altezze e il passaggio dell'acquedotto che ne chiudeva in alto le luci.
Da Sottoripa si dipartono numerosi caruggi diretti verso il cuore del centro storico, situato immediatamente alle spalle della palazzata della Ripa. Da qui si possono raggiungere gli storici quartieri di Prè, della Maddalena e del Molo.
Via al Ponte Reale, accesso a piazza Banchi, sede della  Borsa Vecchia, delimita l'area della Maddalena da quella del Molo, interrompendo la continuità dei portici. All'imbocco di via al Ponte Reale, ai lati opposti della strada si trovano due storici palazzi, entrambi iscritti al registro dei Rolli nel 1614 ed oggi utilizzati come uffici ed abitazioni: il palazzo Emanuele Filiberto Di Negro (civ. 2) che ospitò l'hotel Feder, e il cinquecentesco palazzo Adorno (civ. 1), trasformato nell'Ottocento in un albergo di lusso ("Hotel de France") che ospitò illustri viaggiatori.

## Galleria d'immagini

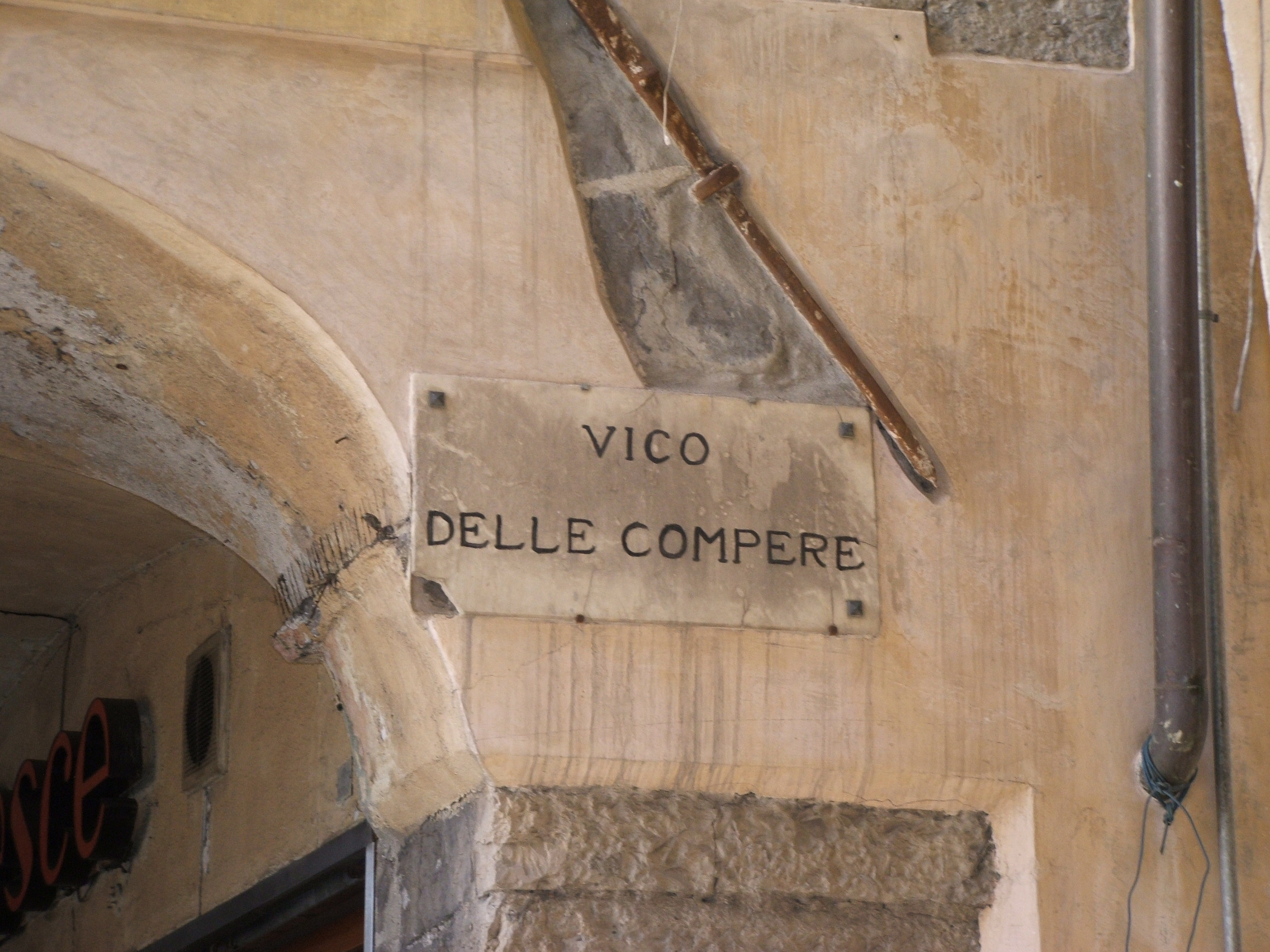
Insegna stradale all'angolo tra i portici di Sottoripa e vico delle Compere
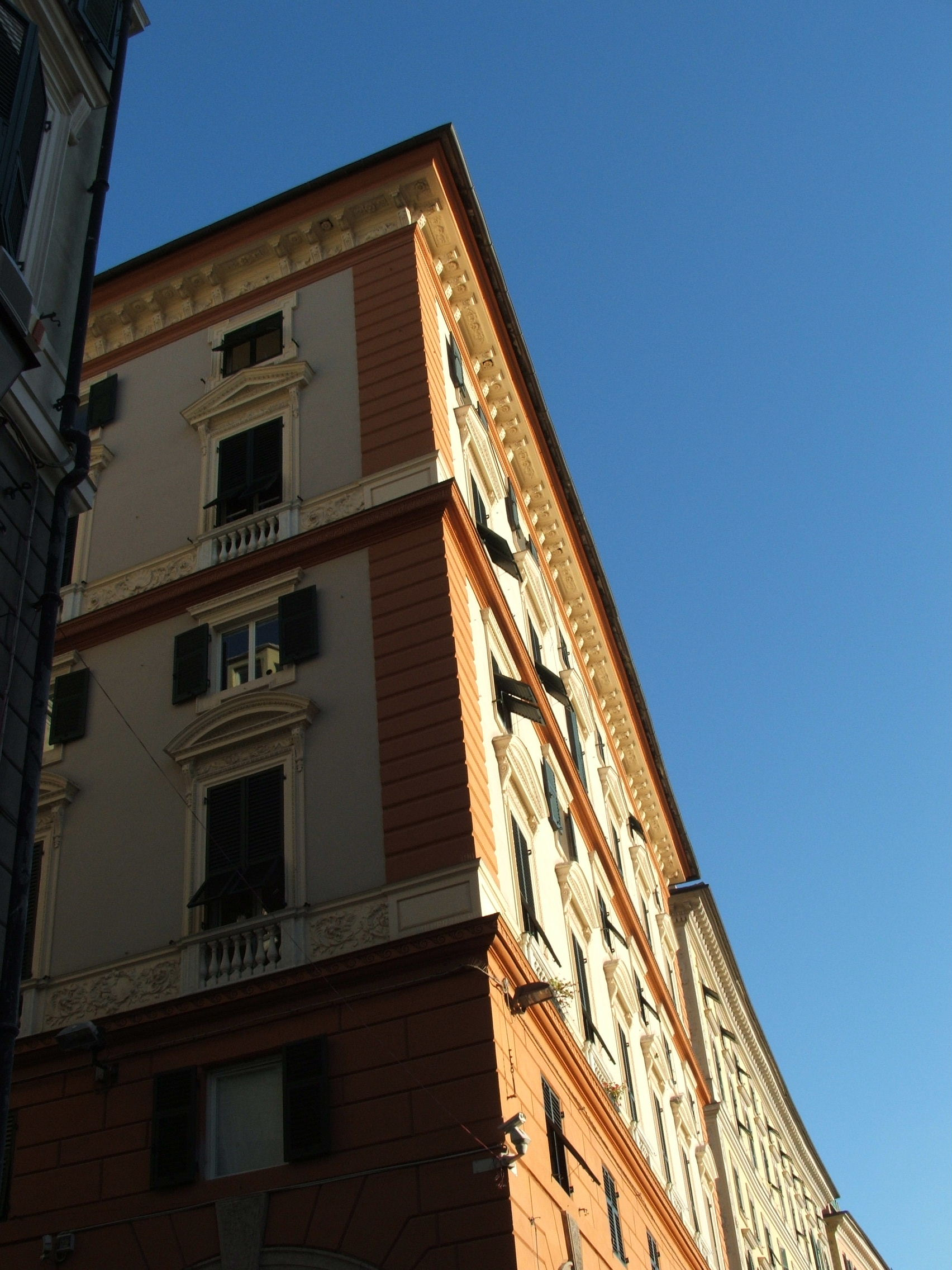
Edificio d'angolo su via San Lorenzo, con l'inizio dei portici ottocenteschi di via Filippo Turati
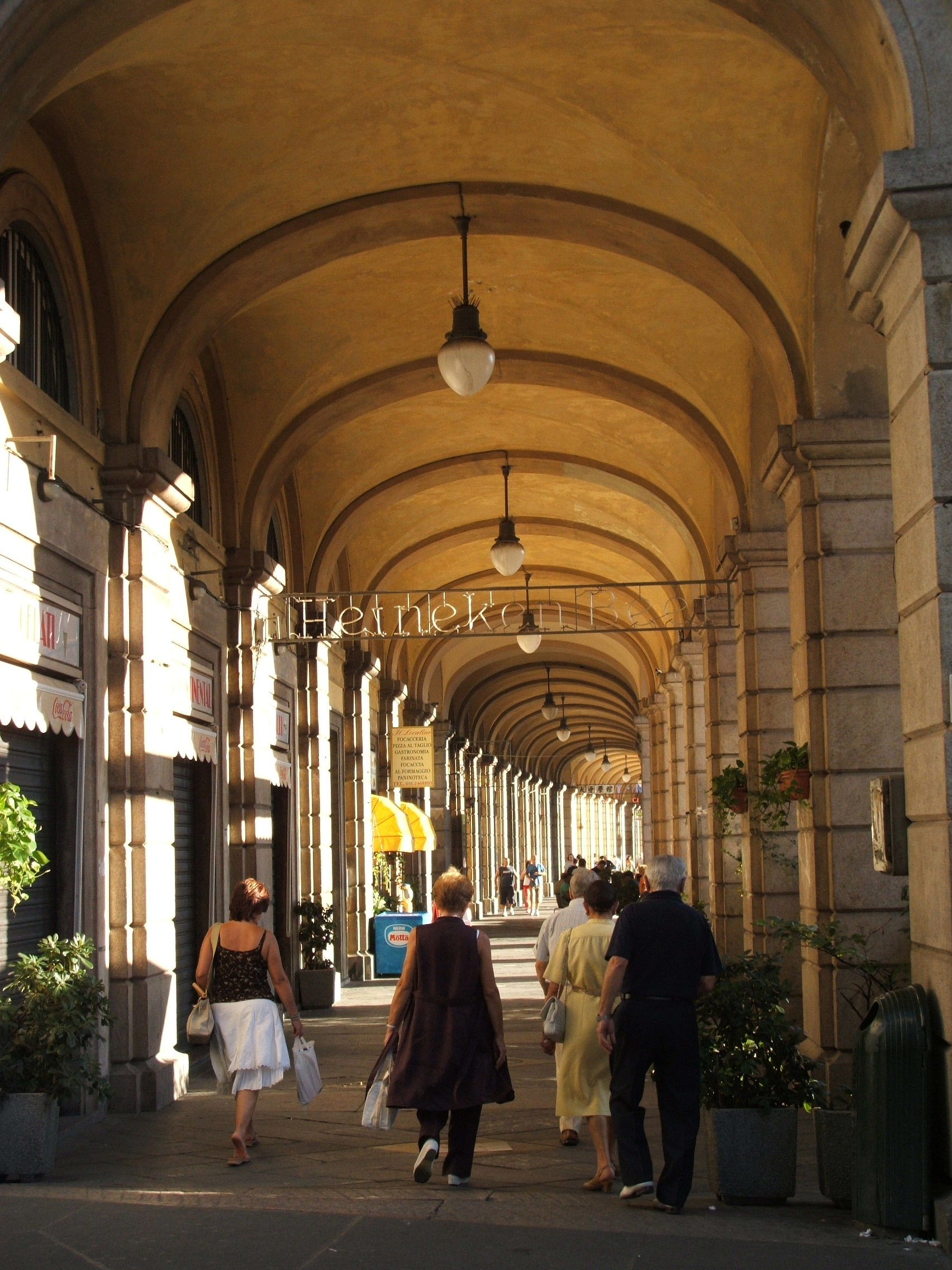
Il porticato di via Filippo Turati, realizzato nel 1865 con la demolizione della Ripa di Coltelleria del XII secolo (la parte a levante dei portici di Sottoripa)
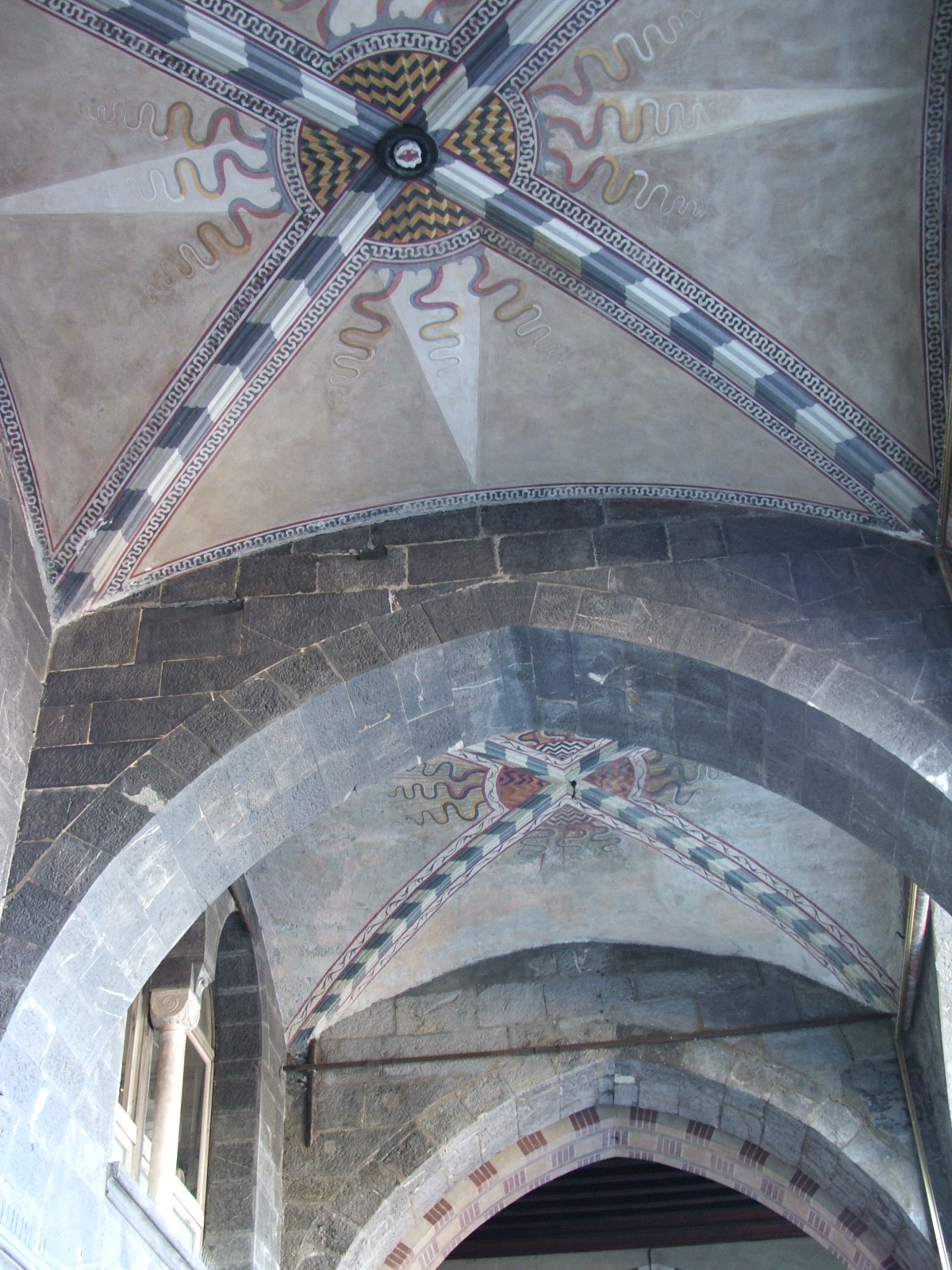
Portici di Sottoripa, particolare del soffitto, con le voltine a crociera e costoloni ripristinate dal restauro di Alfredo d'Andrade eliminando i soppalchi.
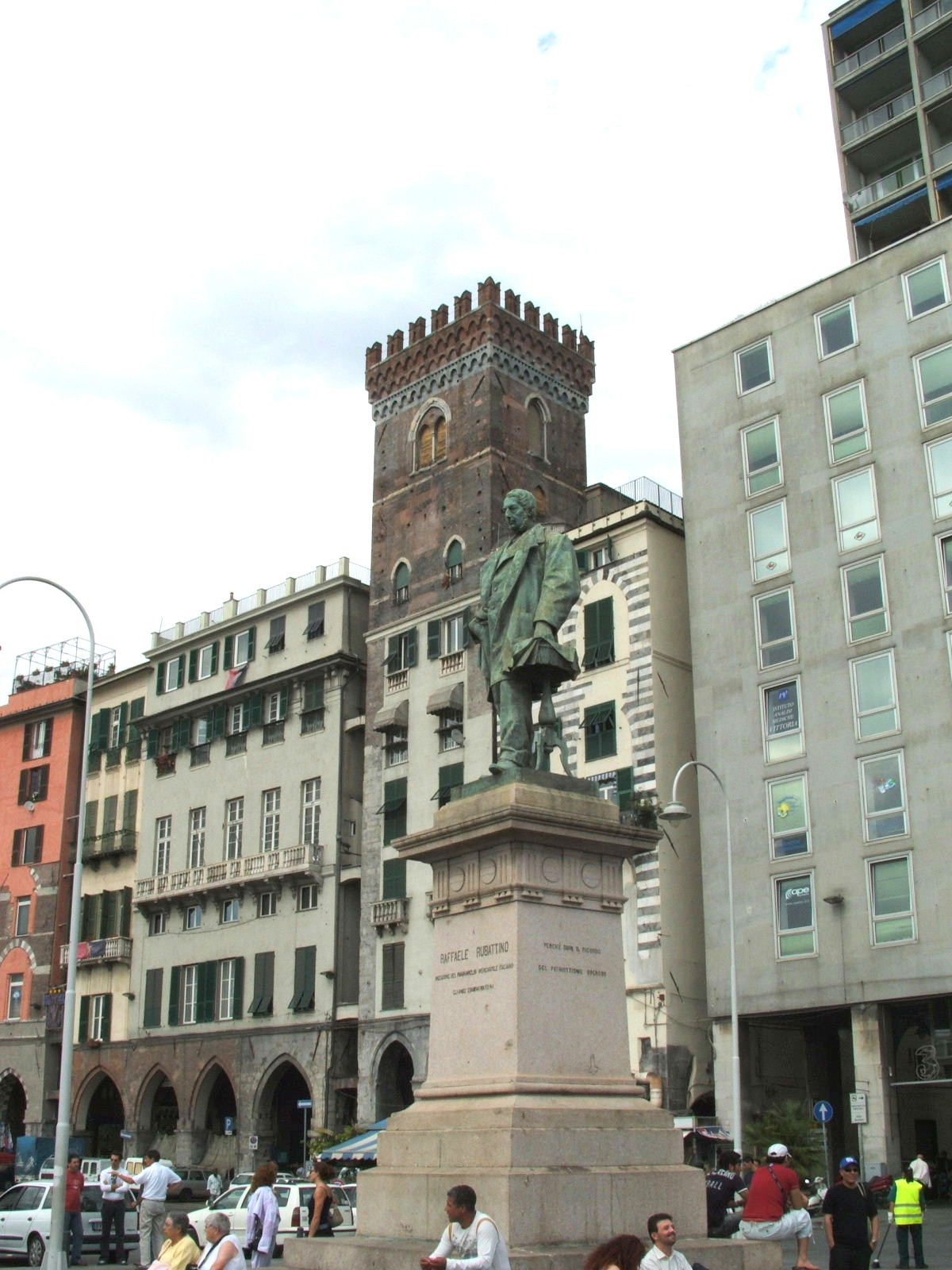
La palazzata della Ripa e la statua a Raffaele Rubattino